# Cardiocrinum giganteum
Cardiocrinum giganteum là một loài thực vật có hoa trong họ Liliaceae, được Nathaniel Wallich miêu tả khoa học đầu tiên năm 1824 dưới tên gọi Lilium giganteum.
Loài này còn có tên là loa kèn Himalaya khổng lồ (tiếng Anh: giant Himalayan lily), là loài lớn nhất trong số các loài hoa loa kèn, cao tới 3,5 m. Loài này được tìm thấy ở Assam, Bắc-Trung Trung Quốc, Nam-Trung Trung Quốc, Đông Nam Trung Quốc, Đông Himalaya, Myanmar, Nepal, Tây Tạng, Tây Himalaya.

## Từ nguyên
Tên loài giganteum có nghĩa là lớn hoặc cao bất thường.
Tên chi Cardiocrinum xuất phát từ các từ tiếng Hy Lạp kardia có nghĩa là trái tim và krinon có nghĩa là hoa loa kèn.

## Phân loài
Hiện nay loài Cardiocrinum giganteum có hai giống được công nhận:
- C. giganteum var. giganteum: cao tới 3 m, phần ngoài của hoa có màu xanh lục và phần trong có sọc màu tím, phân bố ở Tây Tạng, Bhutan, Assam, Myanmar, Nepal, Sikkim.
- C. giganteum var. yunnanense: cao 1–2 mét, phần ngoài của hoa có màu trắng và phần trong có sọc màu đỏ tía, phân bố Myanmar, Trung Quốc (Cam Túc, Quảng Đông, Quảng Tây, Quý Châu, Hà Nam, Hồ Bắc, Hồ Nam, Thiểm Tây, Tứ Xuyên, Vân Nam).

## Mô tả
Cardiocrinum giganteum là một loại cây thân thảo lâu năm có củ. Thân cây mọc lên từ một vòng trạng thái hoa hồng hình trứng rộng giống như chi Hosta. Củ có kích thước 3,5-4 × 1,2-2 cm, đường kính có thể lên đến 10 cm, ít vảy, hình trứng rộng. Thân thẳng, màu xanh lá cây hoặc xanh đậm, kích thước 1-3 m × 3-5 cm, có thể cao đến 4 m, rỗng ruột. Lá cận tâm trạng thái hoa hồng lớn hơn, những lá xa tâm trên thân cây nhỏ hơn nhiều, đôi khi giống như lá bắc; cuống lá dài 15-20 cm, tối đa 25 cm; phiến lá hình trứng-hình tim, có màu xanh lục từ trung bình đến đậm, hình trứng rộng và dài 15-20 × 12-15 cm.
Hoa màu trắng, thơm, có hình dạng giống như một chiếc kèn trumpet và dài 8 in (20 cm). Mỗi chùm hoa có 10-16 hoa, có thể tới 25 hoa, mọc trên đỉnh trục cụm hoa dày, thẳng, cứng, có thể cao tới 9 ft (270 cm), lá bắc sớm rụng, cuống hoa < 1,0 cm. Cánh hoa có sọc màu tím trên trục và một chút màu xanh lục ở mép. Lá đài màu trắng hoặc pha xanh, có sọc màu tím hoặc đỏ tím ở phía trục, hình mác dài ngược, kích thước 12-15 × 1,5-2 cm, đỉnh tù. Chỉ nhị 6-7,5 cm, bao phấn 0,5-1,5 cm, màu vàng tím. Bầu nhụy 2,5-3 cm × 4-5 mm. Vòi nhụy dài 5-6 cm, đầu nhụy 3 thùy.
Loài loa kèn này có thể sinh sản vô tính và hữu tính, trong đó sinh sản vô tính bằng hành con ở củ. Củ chết sau khi hoa nở, nhưng các chồi bên vẫn còn. Loại chồi bên này có thể mất 5 đến 7 năm sinh trưởng dinh dưỡng trước khi ra hoa.
Sinh sản hữu tính bằng quả và hạt. Quả nang gần hình cầu, đường kính 3,5-4 cm, dài đến 7 cm; đỉnh có mỏ. Hạt hình trứng-tam giác hoặc hình thận, kích thước 4-5 × 2-3 mm, có lúc dài 1-1,5 cm, có màng trong suốt. Cây ra hoa tháng 6-7, có quả từ tháng 9-10.

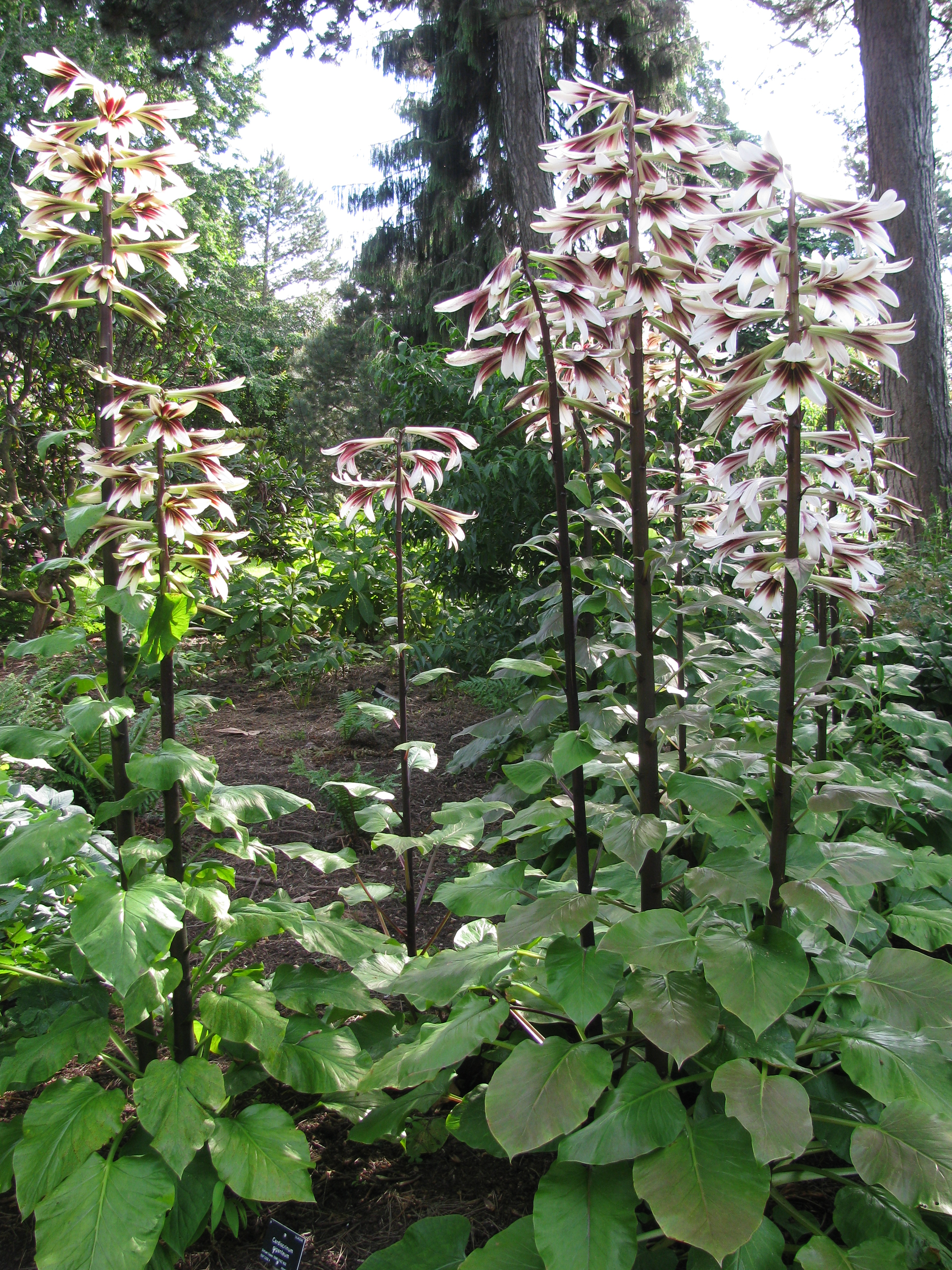
Đại thể của cây
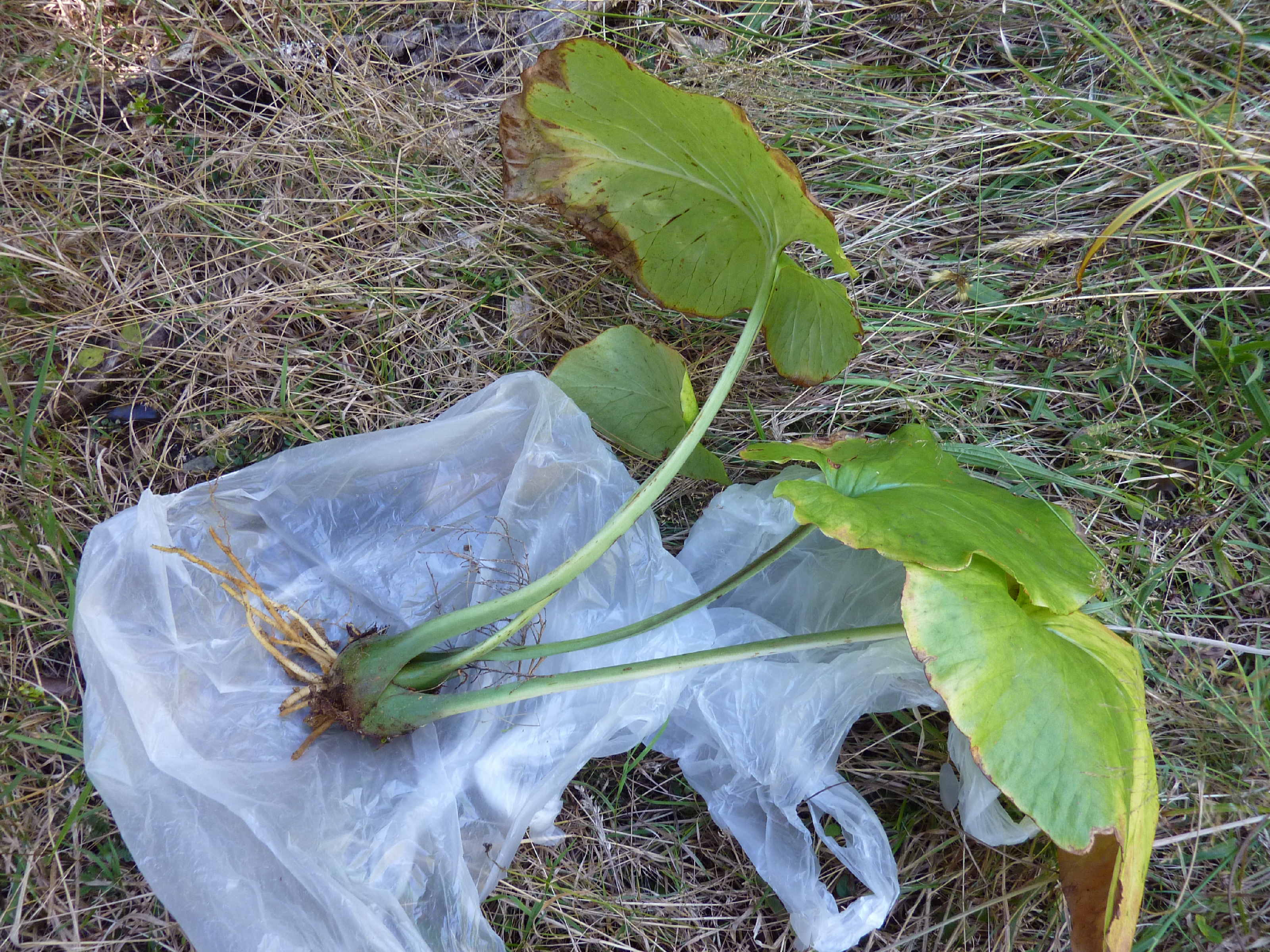
Trạng thái hoa hồng ở gốc và lá cận tâm
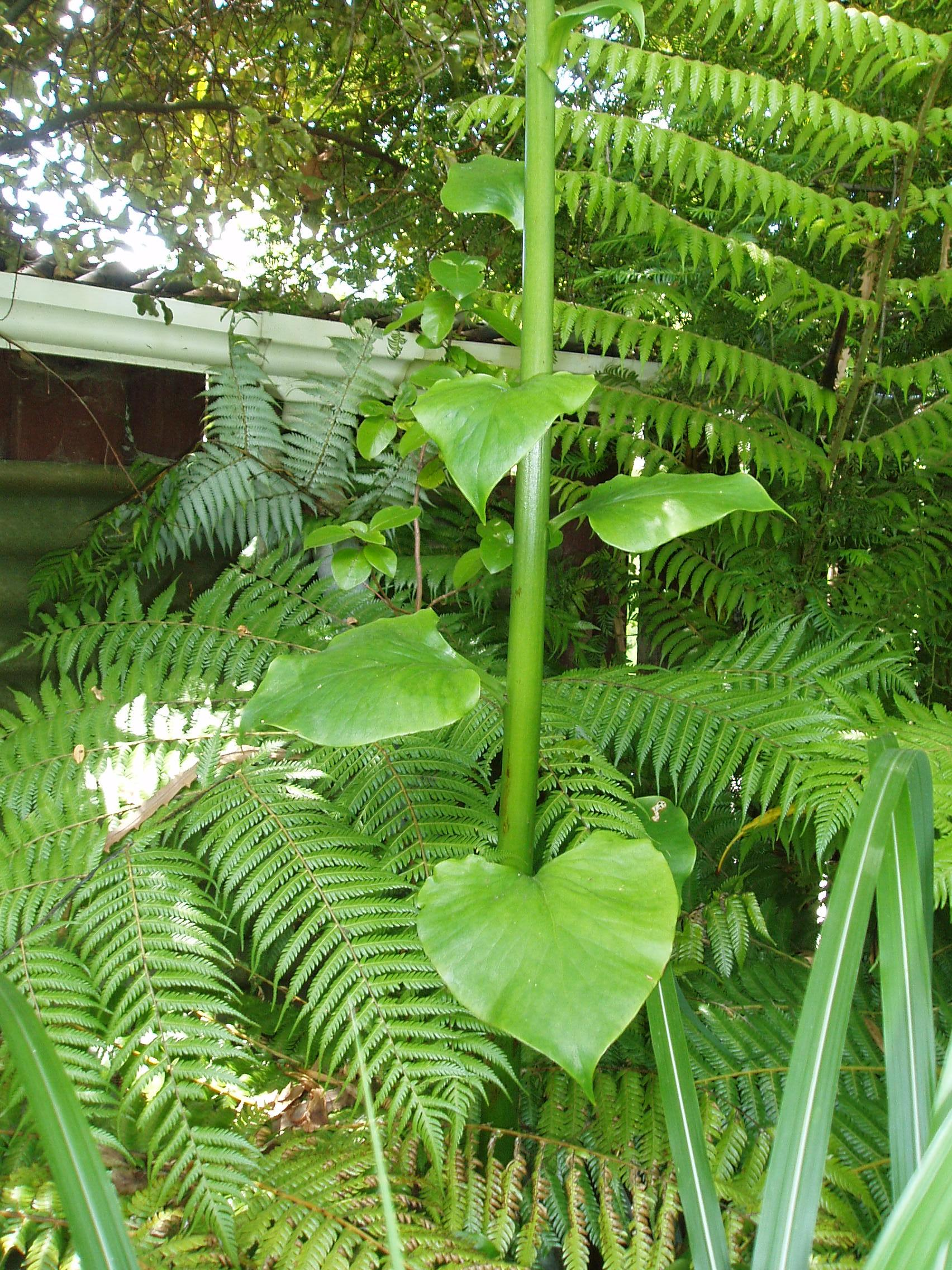
Thân và lá xa tâm
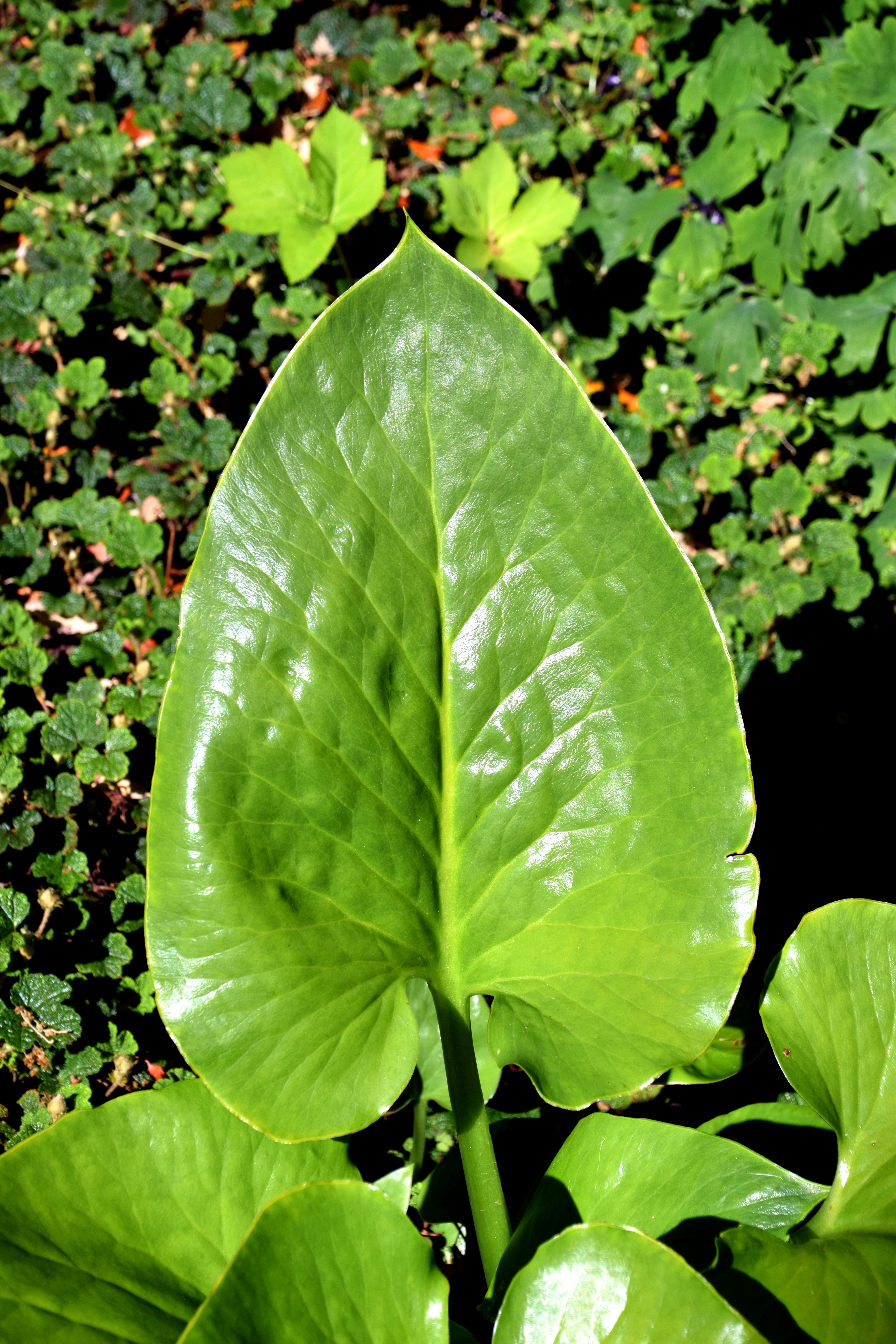
Lá
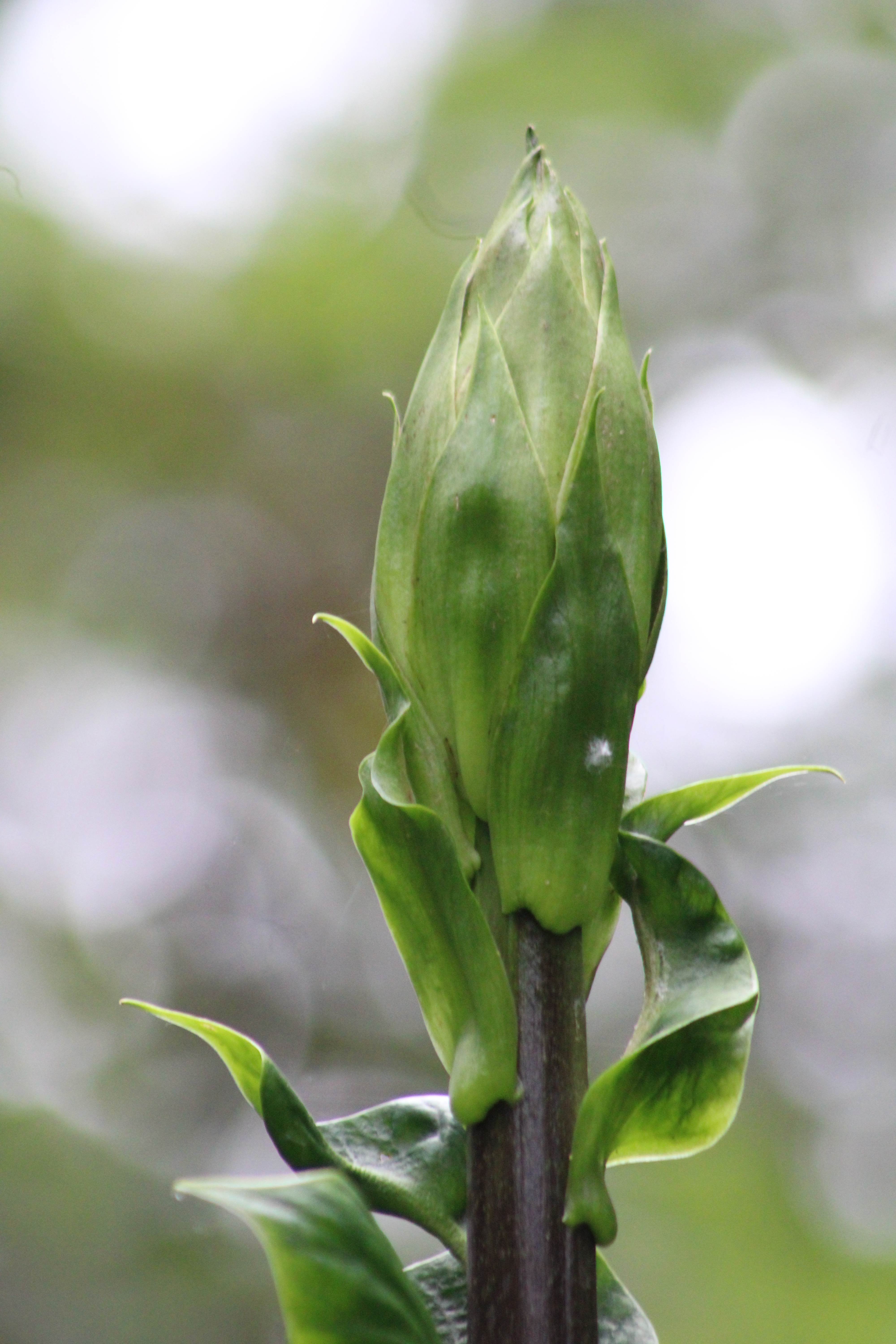
Chồi hoa
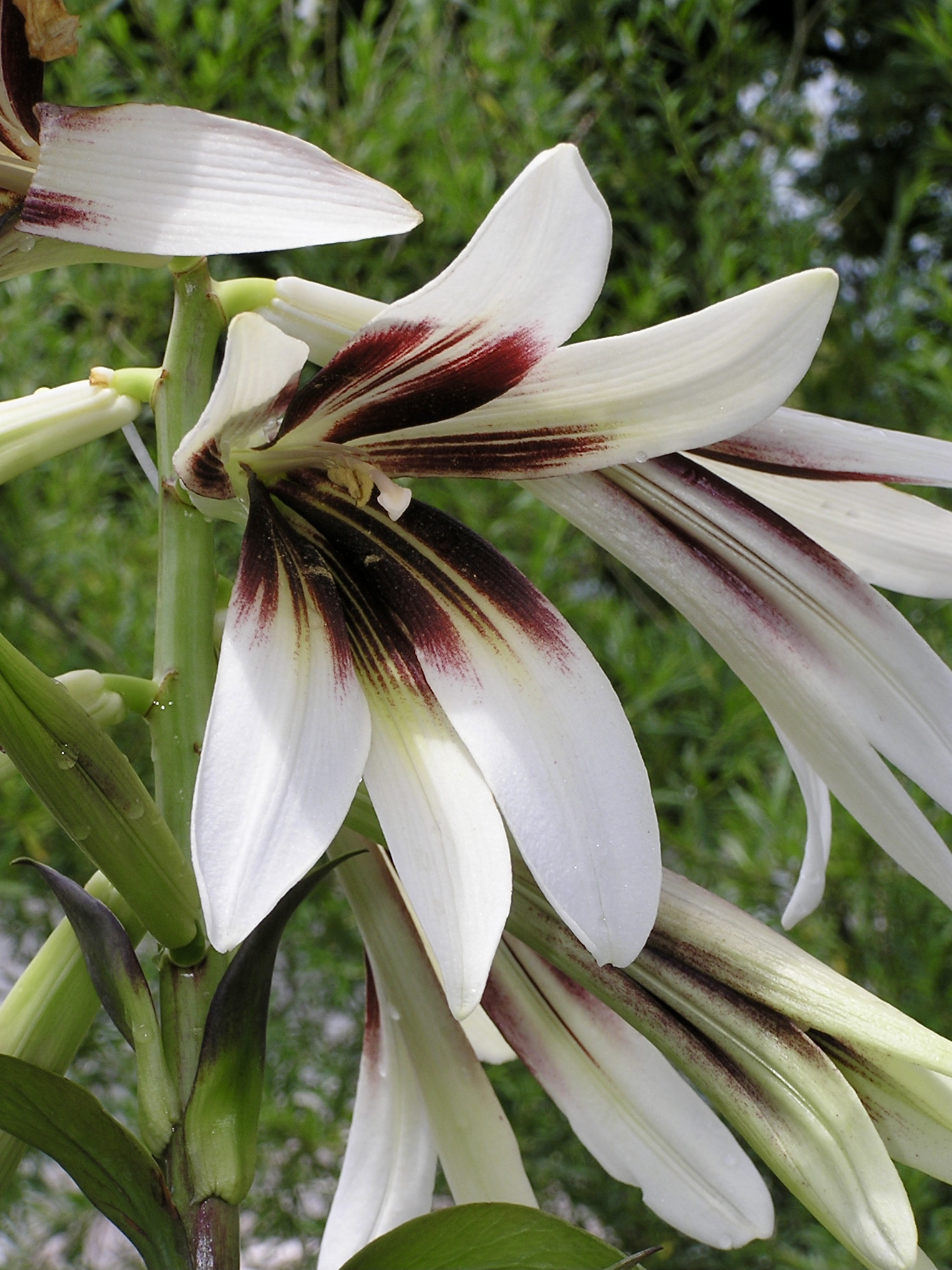
Hoa
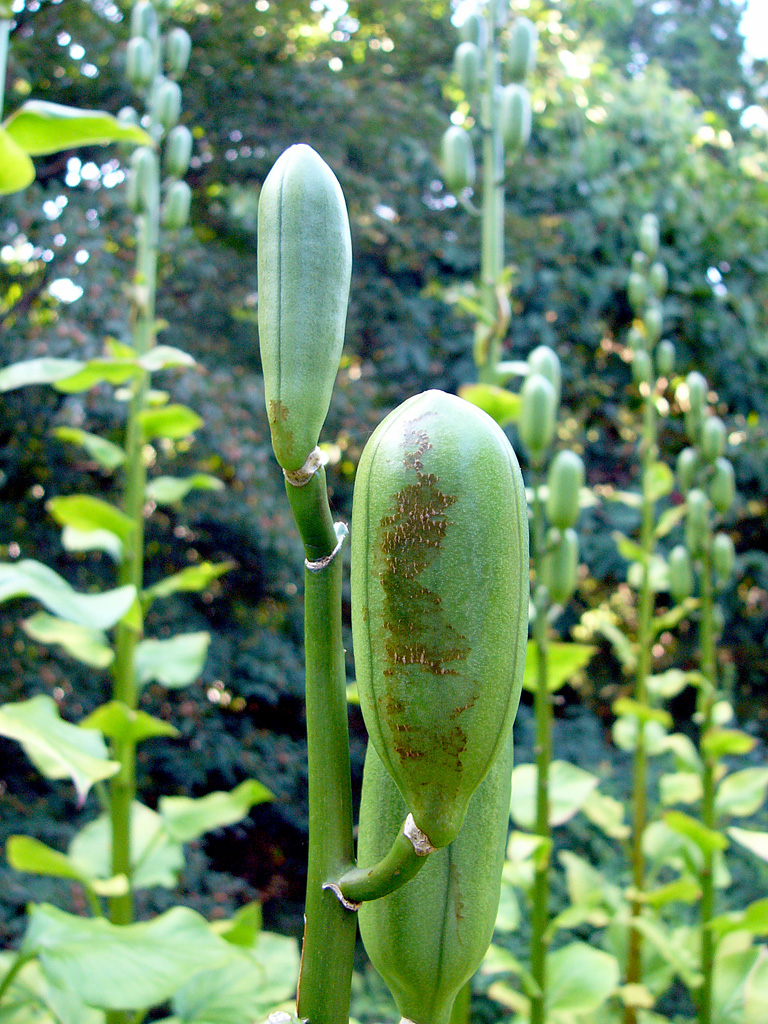
Quả

## Sinh thái học
Sinh cảnh ưa thích của loài là các khoảng đất trống trong rừng, phù hợp ở rừng thưa độ cao 1.500 - 2.400 m, tối đa tới 3.600 m.
Loa kèn Himalaya khổng lồ chịu được mùa đông ở các vùng USDA 7-9. Độ pH thích hợp: đất hơi chua, trung tính và kiềm (hơi kiềm). Trồng tốt nhất ở đất sâu, đất nhẹ (cát), trung bình (đất thịt) và nặng (đất sét) màu mỡ, nhiều mùn, giàu chất hữu cơ, ẩm nhưng thoát nước tốt, được che bóng râm một phần và chắn khỏi gió mạnh. Nếu đất úng nước sẽ gây thối củ.

## Sử dụng
Trồng làm đường viền trong vườn cây cảnh.
Lá được dùng làm thuốc làm mát bên ngoài để làm dịu cơn đau do vết thương và vết bầm tím. Bột nhão của rễ được dùng làm thuốc đắp để điều trị trật khớp.